# Bârlea
Bârlea – wieś w Rumunii, w okręgu Kluż, w gminie Cornești. W 2011 roku liczyła 157 mieszkańców.